# 1973年1月4日日食
1973年1月4日日食是一次日環食，發生於1973年1月4日。新月當天（即朔日），地球上觀測到月球和太阳的角距離極小，此時月球如果恰好在月球交點附近，穿過太阳和地球之間，與地球、太阳接近一直線，則會出現日食。月球穿過太阳和地球之間，但距地球較遠，本影未能接觸地表，而使偽本影覆蓋的區域內看到月球的角直徑小於太陽，就形成日環食，同時在偽本影兩側數千公里的半影範圍內形成日偏食。此次日環食經過了智利和阿根廷兩國，日偏食則覆蓋了南美洲中南部、非洲西部和南部及周邊部分地區。

## 日食概況

### 出現區域
南太平洋亨德森島以南約70公里的洋面在日出時最先看到日環食，月球偽本影在此後很短時間內從迪西島以南極近處掠過，該環礁南部海岸距環食帶北緣最近處僅約700米。偽本影向東南移動又逐漸轉向東，橫穿智利和阿根廷，進入大西洋，在乌拉圭東南約440公里處達到最大食分。此後偽本影又逐漸轉向東北，最終在日落時分結束於加蓬西南約210公里的洋面。
- 智利：河大區中南部、湖大区北半部；
- 阿根廷：內烏肯省南部、丘布特省北部、內格羅河省中南部、拉潘帕省極東南角、布宜諾斯艾利斯省西南部地區及南部海岸附近小片區域。[3][4]

除了上述狹窄的環食帶內能看到日環食之外，月球半影覆蓋範圍內都能看到日偏食，包括玻里尼西亞東南部、南美洲亞馬遜雨林以南的部分、西非除北部和東北角外的大部、西撒哈拉南半部、阿尔及利亚西南部、中部非洲西南部、南部非洲、赞比亚中西部、羅德西亞（今辛巴威）除東北角外的絕大部分、莫桑比克西南部，及西部南極洲一帶。

### 基本參數
- 類型：日環食
- 食甚中心處（位於乌拉圭東南約440公里的南大西洋）資料：
  - 時間：1973年1月4日15:45:37.3
  - 地點：37°50.6′S 51°11.5′W / 37.8433°S 51.1917°W
  - 食分：0.9303（環食帶內最大）
  - 日環食持續時間：7分48.7秒

## 相關的日食

### 1971-1974年的日食
月球交替位於相對的月球交點時，以半個交點年（食年），即約177天又4小時間隔出現下列日食。
註：1971年2月25日和1971年8月20日的日偏食屬於上一組交點年系列。
| 降交點   | 降交點                   |          | 升交點                    | 升交點 |
| 沙羅週期 | 地圖                     | 沙羅週期 | 地圖                      |        |
| 116      | 1971年7月22日 偏食（北） | 121      | 1972年1月16日 環食        |        |
| 126      | 1972年7月10日 全食       | 131      | 1973年1月4日 環食         |        |
| 136      | 1973年6月30日 全食       | 141      | 1973年12月24日 環食       |        |
| 146      | 1974年6月20日 全食       | 151      | 1974年12月13日 偏食（北） |        |

### 沙羅周期
沙羅週期長度為18年11天。本次日食屬於沙羅週期131，共包含70次日食，依次為1125年8月1日至1504年3月16日的22次日偏食、1522年3月27日至1612年5月30日的6次日全食、1630年6月10日至1702年7月24日的5次全環食（亦稱混合食）、1720年8月4日至2243年6月18日的30次日環食、2261年6月28日至2369年9月2日的7次日偏食，總共歷時1244.08年。其中最長的全食發生於1612年5月30日，僅持續了短短58秒。
下表列舉了1901年至2100年間發生的屬於該周期的日食，是第46至56次：
| 46            | 47             | 48             |
| ------------- | -------------- | -------------- |
| 1918年12月3日 | 1936年12月13日 | 1954年12月25日 |
| 49            | 50             | 51             |
| 1973年1月4日  | 1991年1月15日  | 2009年1月26日  |
| 52            | 53             | 54             |
| 2027年2月6日  | 2045年2月16日  | 2063年2月28日  |
| 55            | 56             |                |
| 2081年3月10日 | 2099年3月21日  |                |

## 資料來源
1. ↑  樊忠玉. . 中国天文科普网.   [2016-03-19]. （原始内容存档于2014-09-17）.
2. 1 2  Fred Espenak. . NASA Eclipse Web Site.   [2016-03-19]. （原始内容存档于2020-10-23）.（英文）
3. ↑  Fred Espenak. . NASA Eclipse Web Site.   [2016-03-19]. （原始内容存档于2020-10-23）.（英文）
4. ↑  Xavier M. Jubier. .   [2016-03-19]. （原始内容存档于2016-10-25）.（法文）（英文）
5. ↑  Fred Espenak. . NASA Eclipse Web Site.   [2016-03-19]. （原始内容存档于2008-08-29）.（英文）
6. ↑  Fred Espenak. . NASA Eclipse Web Site.（英文）

## 外部連結
- NASA日食專頁（页面存档备份，存于）（英文）
- 可見區域圖和時間統計：由弗雷德·埃斯佩纳克做出的日食預報，NASA/GSFC
  - Google互動地圖呈現的日食範圍
  - 貝塞爾元素
- Google地圖顯示的日環食和日偏食範圍（页面存档备份，存于）（法文）（英文）

| \| \| 日食 \|                             |                             |                                           |
| 上一次日食： 1972年7月10日日食 （日全食） | 1973年1月4日日食 （日環食） | 下一次日食： 1973年6月30日日食 （日全食） |
| 上一次日環食： 1972年1月16日日食          | 1973年1月4日日食 （日環食） | 下一次日環食： 1973年12月24日日食         |
|                                           | 日食                        |                                           |